# 아리얀 아데미
아리얀 아데미(마케도니아어: Аријан Адеми, Arijan Ademi, 1991년 5월 29일 ~ )는 크로아티아에서 태어난 북마케도니아의 축구 선수로, 현재 크로아티아 프르바 HNL의 디나모 자그레브에서 수비형 미드필더로 활약하고 있다.